# The Space Between Us (2015)
The Space Between Us is een Nederlandse korte sciencefictionfilm uit 2015 van de Nederlandse Filmacademie en AVROTROS. De première vond plaats in juni 2015 in EYE. De film won vier SciFi Film Festival Awards in Australië en werd uitgezonden op NPO 3 in het kader van 3Lab.

## Verhaal
In een post-apocalyptische wereld waarin zuurstof niet vrijelijk beschikbaar is, moeten de kieuwen van het zeewezen Adam de mensheid redden.

## Rolverdeling
| acteur              | personage          |
| ------------------- | ------------------ |
| Elsa May Averill    | Juliette           |
| Adrian Brine        | Joseph             |
| Marianne Collopy    | Ellen              |
| Jurandy Martien     | visser 1           |
| Léon van Waas       | visser 2           |
| Phi Nguyen          | wetenschapper      |
| Sarah Ospina        | dronken voetganger |
| Simon van den Broek | bewaker            |
| Kiefer Zwart        | Adam               |

## Prijzen
2015
SciFi Film Festival Awards:
- Best International Film
- Best Short Film
- Best Director
- Best Special Effects